# Liste der Filmfestivals in Südkorea
Die Liste beinhaltet die Namen der Filmfestivals, die in Südkorea stattfinden. Mit dem Busan International Film Festival findet Asiens größte Filmfestspiele in Südkorea statt. Daneben hat insbesondere das Bucheon International Fantastic Film Festival für Genrefilme international Bedeutung.
| Name des Filmfestivals                             | Koreanisch                         | Website        | Zeitraum           | Stadt     |
| -------------------------------------------------- | ---------------------------------- | -------------- | ------------------ | --------- |
| Busan International Film Festival                  | 부산국제영화제                     | www.biff.kr    | Oktober            | Busan     |
| Bucheon International Fantastic Film Festival      | 부천국제판타스틱영화제             | www.bifan.kr   | Juli               | Bucheon   |
| Jeonju International Film Festival                 | 전주국제영화제                     | www.jiff.or.kr | April/Mai          | Jeonju    |
| Gwangju International Film Festival                | 광주국제영화제                     |                | Mai                | Gwangju   |
| Jecheon International Music & Film Festival        | 제천국제음악영화제                 | www.jimff.org  | August             | Jecheon   |
| Jeongdongjin Independent Film Festival             | 정동진독립영화제                   | jiff.kr        | Februar/März/April | Gangneung |
| Korea Queer Film Festival                          | 한국퀴어영화제                     | www.kqff.co.kr | Juni               | Seoul     |
| Seoul Independent Film Festival                    | 서울독립영화제                     | www.siff.kr    | Dezember           | Seoul     |
| Seoul International Pride Film Festival            | 서울국제프라이드영화제             | sipff.kr       | November           | Seoul     |
| Seoul International Youth Film Festival            | 서울국제청소년영화제               | www.siyff.com  | August             | Seoul     |
| Seoul International Women’s Film Festival          | 서울국제여성영화제                 | siwff.or.kr    | Mai                | Seoul     |
| Seoul International Cartoon and Animation Festival | 서울 국제 만화 애니메이션 페스티벌 | www.sicaf.org  | Mai                | Seoul     |
| Asiana International Short Film Festival           | 아시아나 국제단편영화제            | www.aisff.org  | November           |           |
| Mise-en-scène Short Film Festival                  | 미쟝센 단편 영화제                 | www.msff.or.kr | Juni/Juli          | Seoul     |
| The CMR                                            | 충무로영화제                       | thecmr.kr      | Oktober            | Seoul     |
| GwangHwaMun International Short Film Festival      | 광화문국제단편영화제               | gisff.kr       | Oktober/November   | Seoul     |
| Gangneung International Film Festival              | 강릉국제영화제                     | giff.kr        | Oktober            | Gangneung |
| Jeju Women’s Film Festival                         | 제주여성영화제                     |                | September          |           |
| Seoul International Eco Film Festival              | 서울환경영화제                     | sieff.kr       | Juni               | Seoul     |
| Muji Film Festival                                 | 무주산골영화제                     | mjff.or.kr     | Juni               | Muju      |